# L'Air du Temps
L'Air du Temps is een restaurant in Liernu met twee Michelinsterren.

## Geschiedenis
Op 1 mei 1997 begon chef Sang-Hoon Degeimbre, een in Korea geboren Belg, een restaurant. Hij had toen al opleiding genoten bij de restaurants Le Pré Mondain (Heure-en-Famenne), Le Vivier d’Oies (Spontin), Jean-Pierre Bruneau (Ganshoren), La Truffe Noire (Brussel) en L’Eau Vive (Arbre). Zijn eerste vestiging was in een verbouwde 'frietkraam' in het plaatsje Noville-sur-Mehaigne. Hij is een navolger van de moleculaire keuken. In december 2012 verhuisde het restaurant naar een nieuwe locatie in Liernu.

### Waardering
In de Michelingids voor 2000 kreeg het restaurant de eerste Michelinster; in die voor 2009 volgde de tweede.
In de restaurantgids van GaultMillau heeft het restaurant een notatie van 18 op 20. Voor de gids van 2014 waardeerde GaultMillau het als beste groenterestaurant van België.